# چرچیل (مونتانا)
چرچیل (به انگلیسی: Churchill) شهری در ایالت مونتانا کشور ایالات متحده آمریکا است که جمعیت آن در سرشماری سال ۲۰۱۰ میلادی، ۹۰۲ نفر بوده‌است.